# William Paget (1er baron Paget)
William Paget (1506 - 9 juin 1563), est un homme politique anglais qui occupe des postes de premier plan au service d'Henri VIII, Édouard VI et Marie Ire.

## Jeunesse
Il est le fils de John Pachett ou Paget, l'un des sergents en chef de la ville de Londres. Il est né dans le Staffordshire en 1506 et fait ses études à la St Paul's School lorsque William Lily en est le directeur, et à Trinity Hall, Cambridge, puis à l'Université de Paris . À St Paul, il se lie d'amitié avec le futur antiquaire John Leland et est plus tard l'un de ses bienfaiteurs .

## Carrière politique
Il est député de Lichfield en 1529 et de Middlesex en 1545.
Probablement grâce à l'influence d'Étienne Gardiner, qui s'est très tôt lié d'amitié avec Paget, il est employé par le roi Henri VIII dans plusieurs missions diplomatiques importantes ; en 1532, il est nommé greffier de la Signet et peu après du conseil privé. Il devient secrétaire d'Anne de Clèves en 1539 et est nommé greffier des Parlements le 15 juillet 1541  bien qu'il semble probable qu'il n'ait jamais exercé cette fonction en personne, mais plutôt par l'intermédiaire d'autres personnes . En avril 1543, il est admis au conseil privé et nommé secrétaire d'État, poste dans lequel Henri VIII s'appuie sur ses conseils, le nommant enfin l'un des membres du conseil de régence pendant la minorité du roi Édouard VI .
Paget soutient d'abord vigoureusement le protecteur Somerset, tout en conseillant une modération que Somerset n'observe pas toujours. Paget s'éloigne de plus en plus du duc, lui tendant la main dans une série de lettres de février 1548 dans lesquelles il tente de persuader Somerset de prendre en considération les opinions des autres. Il blâme le style dictatorial de Somerset et ses tentatives insensées d'aider les pauvres pour la Révolte du livre de la prière commune en 1549. En 1547, il est nommé contrôleur de la maison du roi, chancelier du duché de Lancastre, élu chevalier du comté pour le Staffordshire et fait chevalier de la Jarretière et en 1549, il est convoqué par écrit à la Chambre des lords en tant que baron Paget de Beaudesert (et cesse d'être le greffier des parlements . À peu près au même moment, il obtient de vastes concessions de terres, dont Cannock Chase et Burton Abbey dans le Staffordshire, à Londres la résidence des évêques d'Exeter, connue ensuite successivement sous le nom de Lincoln House et Essex House, sur le site maintenant occupé par le Temple extérieur à Londres, et aussi en 1547, il obtient la seigneurie et le manoir de Harmondsworth . Il obtient Beaudesert dans le Staffordshire, qui reste le siège principal de la famille Paget .
Paget partage la disgrâce de Somerset, étant emprisonné à la Tour en 1551 et dégradé de l'Ordre de la Jarretière l'année suivante, en plus de subir une lourde amende par la Chambre étoilée pour avoir profité aux dépens de la Couronne dans son administration du duché de Lancastre. Il est cependant rétabli dans la faveur du roi en 1553 et est l'un des vingt-six pairs qui signent le règlement d'Edward de la couronne sur Lady Jane Grey en juin de cette année. Il fait la paix avec la reine Mary Ire, qui le réintègre comme chevalier de la Jarretière et au conseil privé en 1553, et le nomme Lord du sceau privé en 1556. À l'avènement de la reine Élisabeth Ire en 1558, Paget se retire de la vie publique .

## Descendance
Par sa femme Anne Preston, Paget a quatre fils et cinq filles.
Fils :
1. Henry Paget (2e baron Paget) (en) (v.1539 - 28 décembre 1568)
2. Thomas Paget (3e baron Paget) (en) (v.1540-1589)
3. Charles
4. Edward (mort jeune)

Filles :
1. Etheldreda, qui épouse Sir Christopher Allen
2. Eleanor, qui épouse Jerome Palmer, écuyer, et se remarie à Sir Rowland Clarke
3. Grisold, qui épouse Sir Thomas Rivett, et se remarie à Sir William Waldegrave
4. Joan (ou Jane), qui épouse Sir Thomas Kitson
5. Dorothy, qui épouse Sir Thomas Willoughby (décédé en 1559)
6. Anne (décédée en 1590), qui épouse Sir Henry Lee [5].

Les deux fils aînés de Paget, Henri et Thomas, accèdent à leur tour à la pairie. Henry est élevé à la pairie en tant que baron Burton du vivant de son père. Charles est un conspirateur catholique bien connu sous le règne de la reine Elizabeth I ; Thomas est soupçonné de complicité dans les complots de Charles et est déclaré hors la loi en 1587.